# Helena Zarembina
Helena Zarembina, z domu Soenberg (ur. 6 maja 1895 w Mohylewie, zm. 9 stycznia 1960 w Częstochowie) – polska aktorka teatralna i filmowa.

## Życiorys
W 1922 roku ukończyła Szkołę Dramatyczną w Warszawie. Debiutowała w sezonie 1923/1924 w stołecznym Teatrze im. Aleksandra Fredry, następnie grała w warszawskim Teatrze Polskim (1928-1929). W kolejnych latach występowała w Lublinie (Teatr Miejski, 1929-1930), Toruniu (1930-1931), Poznaniu (Teatr Polski, 1931-1932), Łodzi (Operetka, 1932-1933) oraz ponownie w Warszawie (Teatr 8:30 1933, Teatr Rozmaitości 1933-1934, Teatr Ateneum 1934-1935, teatry: Aktora i Wielka Rewia 1935, Teatr 8:15 1937). Niektóre informacje z tego czasu na temat artystki mogą dotyczyć innej aktorki - Marii Mirskiej-Zarembiny.
W 1938 roku przeniosła się do Częstochowy, gdzie aż do wybuchu II wojny światowej grała w tamtejszym Teatrze Kameralnym. Po zakończeniu walk pozostała w tym mieście, występując na deskach częstochowskiego teatru do 1957 roku. Ostatnie lata spędziła w zespole Teatru Zagłębia w Sosnowcu.
Została pochowana na cmentarzu św. Rocha w Częstochowie (kwatera 17-A-7).

## Filmografia
- Konsul Pomeranc (1920)
- Zabawka (1933) - gospodyni
- Dwanaście krzeseł (1933) - uczestniczka seansu spirytystycznego
- Przebudzenie (1934)
- Kocha, lubi, szanuje (1934) -  aptekarzowa
- Czy Lucyna to dziewczyna? (1934) - "babcia klozetowa" w nocnym lokalu "Eldorado"
- Wacuś (1935) - klientka w lombardzie
- Panienka z poste restante (1935) - "Szarotka", klientka na poczcie przy okienku "poste restante"
- Nie miała baba kłopotu (1935) - żona Boczka
- Antek policmajster (1935) - siostra gubernatorowej
- ABC miłości (1935) - Florcia Slowikówna
- Trędowata (1936) - brzydka dama na balu
- Tajemnica panny Brinx (1936) - pokojówka w hotelu w Zakopanem
- Straszny dwór (1936) - kucharka we dworze Stefana i Zbigniewa
- Pan Twardowski (1936) - przekupka na jarmarku
- Będzie lepiej (1936) - ciotka Wandy
- Ada! To nie wypada! (1936) - hrabianka Klotylda Spitzberg-Futter, przełożona pensji
- Znachor (1937) - Michalesia, gospodyni Czyńskich w Ludwikowie
- Ty, co w Ostrej świecisz Bramie (1937) - śpiewająca kobieta, sąsiadka Malewiczów
- Trójka hultajska (1937) - znajoma właścicielki karuzeli
- Płomienne serca (1937) - kobieta tańcząca z Witoldem na balu
- Pani minister tańczy (1937) - uczestniczka posiedzenia u pani minister
- Pan redaktor szaleje (1937)
- Dziewczęta z Nowolipek (1937) - sąsiadka Mossakowskich
- Za zasłoną (1938) - kumoszka
- Sygnały (1938) - strażniczka w więzieniu
- Profesor Wilczur (1938) - Michalesia, gospodyni Czyńskich w Ludwikowie
- Ludzie Wisły (1938) - kobieta w porcie
- Królowa przedmieścia (1938) - sąsiadka Maciejowej
- Kobiety nad przepaścią (1938) - akompaniatorka w Instytucie Choreograficznym
- Złota Maska (1939) - kumoszka
- Włóczęgi (1939) - kobieta, tańcząca ze Szczepkiem na lwowskiej ulicy
- Przez łzy do szczęścia (1939) - kobieta w lesie
- Doktór Murek (1939)
- Biały Murzyn (1939) - Karolcia, gospodyni Antoniego Sikorskiego
- Trzy kobiety (1956) - staruszka w fotoplastikonie

Źródło: Film Polski